# Ophiorrhiza seriata
Ophiorrhiza seriata är en måreväxtart som beskrevs av Theodoric Valeton. Ophiorrhiza seriata ingår i släktet Ophiorrhiza och familjen måreväxter. Inga underarter finns listade i Catalogue of Life.